# Tunnelsicherheitsbeleuchtung

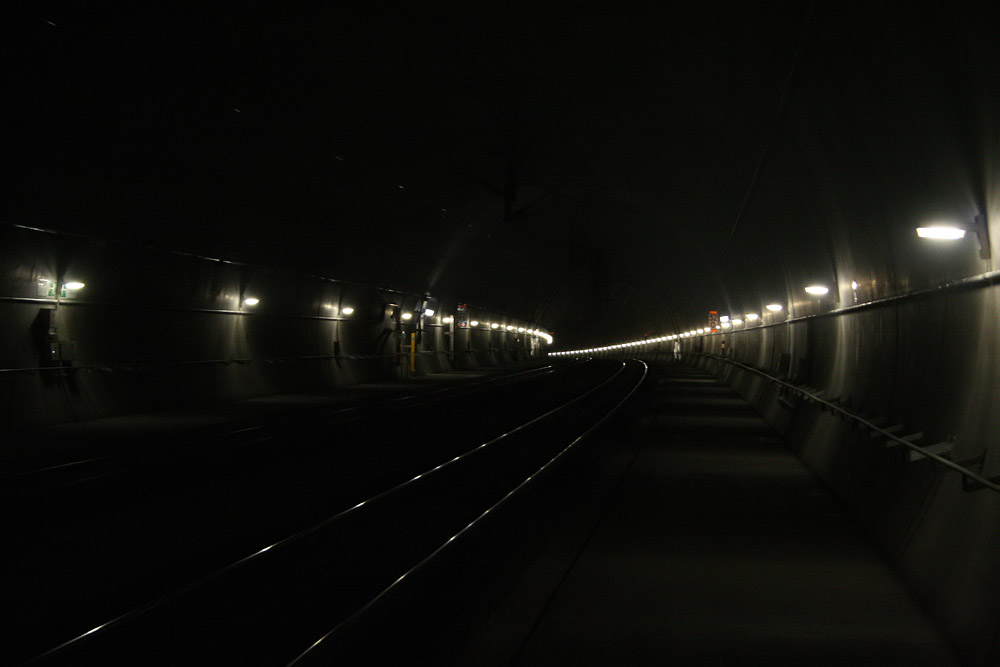
Tunnelsicherheitsbeleuchtung im 2006 eröffneten Euerwangtunnel

Das Piktogramm nach BGV A8 kommt in Eisenbahntunneln abweichend in blauer Farbe zum Einsatz zur Kennzeichnung von Notausgängen.

Eine Tunnelsicherheitsbeleuchtung (kurz: TSB) wird durch bauliche Maßnahmen in Eisenbahntunneln hergestellt und ist Teil des Rettungskonzeptes in Eisenbahntunneln, welches sowohl der Selbst- als auch Fremdrettung dient. Das Sicherheitsbeleuchtungskonzept der Deutschen Bahn basiert auf Tunnel- sowie Rettungskennzeichenleuchten.
Eine Tunnelsicherheitsbeleuchtung ist ab einer Länge von mehr als 500 m erforderlich. Die in Abhängigkeit der Gleisanzahl in Tunneln erbauten Rettungswege müssen mit mindestens einem Lux beleuchtet werden. Bei wirksamer Sicherheitsbeleuchtung müssen alle Richtungspfeile an den Rettungswegen zum nächsten Notausgang oder Tunnelportal ersichtlich sein. Die Notausgänge sind nach dem Piktogramm BGV A8, abweichend in blauer Farbe kennzeichnen.
Bei Ausfall der Stromversorgung muss die Tunnelsicherheitsbeleuchtung noch mindestens 3 Stunden leuchten. Zudem muss – neben einer manuellen Betätigung eines Tasters zum Einschalten – diese manuell von einer Überwachungsstelle ein- und ausgeschaltet werden können. Einschalttaster müssen in einem Abstand von 250 m zu dem Tunnelportal stehen, maximal alle 125 m untereinander an beiden Tunnelseiten. Die Taster müssen auch bei ausgeschalteter Tunnelbeleuchtung ersichtlich sein.
Gemäß Regelwerk 954 „Anforderungen an LED-Leuchten“ muss die Beleuchtungstechnik mindestens eine erreichbare Lebensdauer in Höhe von 100.000 Stunden aufweisen. Die Leuchten in Tunneln sollen auf einer Höhe von 2,50 m angebracht werden, dürfen jedoch 2,25 m nicht unterschreiten. Ist die Tunnelsicherheitsbeleuchtung in einem Handlauf integriert, muss auf dem gesamten Fluchtweg eine Mindestbeleuchtungsstärke von 5 Lux gewährleistet sein. Eine mittlere Beleuchtungsstärke von 15 Lux darf jedoch nicht überschritten werden. Handlaufröhren müssen sicher Traktionsrückströme gegen geerdete Fahrschienen des Gleises ableiten.
Die Tunnelsicherheitsbeleuchtung ist in Grundstellung ausgeschaltet. Im Bedarfsfall schaltet sich die Tunnelsicherheitsbeleuchtung ein. Das Ausschalten der Tunnelsicherheitsbeleuchtung ist nur von einer betrieblichen Überwachungsstelle, alternativ von der Tunnelüberwachungszentrale passwortgeschützt möglich. Die Beleuchtungseinrichtungen in Tunneln dienen jedoch nicht ausschließlich zur Rettung, sondern erlauben auch Arbeiten in Verbindung mit Sicherheitsmaßnahmen. Ist die Beleuchtungseinrichtung gestört, sieht die Richtlinie des Eisenbahn-Bundesamtes eine maximale Entstörzeit von drei Stunden vor.